# Serie A 1910-1911
L'edizione 1910-11 della Serie A svizzera vide la vittoria finale del Young Boys.

## Formula
Le 21 squadre di Serie A furono suddivise in tre gironi a carattere regionale. Alla vittoria venivano assegnati 2 punti, al pareggio 1 punto e zero punti alla sconfitta. Il vincitore di ogni girone partecipava alla fase finale.

## Classifiche gironi

### Girone Est
|  | Pos. | Squadra       | Pt | G  | V | N | P  | GF | GS | DR  |
|  | ---- | ------------- | -- | -- | - | - | -- | -- | -- | --- |
|  | 1.   | Zurigo        | 21 | 12 | 9 | 3 | 0  | 49 | 22 | +27 |
|  | 2.   | Winterthur    | 21 | 12 | 9 | 3 | 0  | 41 | 8  | +33 |
|  | 3.   | San Gallo     | 14 | 12 | 7 | 0 | 5  | 46 | 22 | +24 |
|  | 4.   | Brühl         | 12 | 12 | 5 | 2 | 5  | 31 | 30 | +1  |
|  | 5.   | Young Fellows | 10 | 12 | 5 | 0 | 7  | 25 | 35 | -10 |
|  | 6.   | Baden         | 4  | 12 | 2 | 0 | 10 | 10 | 39 | -29 |
|  | 7.   | Lucerna       | 2  | 12 | 1 | 0 | 11 | 6  | 52 | -46 |

### Girone Centro
|  | Pos. | Squadra          | Pt | G  | V  | N | P  | GF | GS | DR  |
|  | ---- | ---------------- | -- | -- | -- | - | -- | -- | -- | --- |
|  | 1.   | Young Boys       | 22 | 12 | 10 | 2 | 0  | 45 | 10 | +35 |
|  | 2.   | Aarau            | 20 | 12 | 10 | 0 | 2  | 52 | 16 | +36 |
|  | 3.   | Basilea          | 11 | 12 | 5  | 1 | 6  | 32 | 36 | -4  |
|  | 4.   | Bienne           | 11 | 12 | 4  | 3 | 5  | 28 | 39 | -11 |
|  | 5.   | Berna            | 9  | 12 | 4  | 1 | 7  | 22 | 29 | -7  |
|  | 6.   | Old Boys Basilea | 7  | 12 | 2  | 3 | 7  | 27 | 42 | -15 |
|  | 7.   | Stella Friborgo  | 4  | 12 | 2  | 0 | 10 | 17 | 51 | -34 |

### Girone Ovest
|  | Pos. | Squadra            | Pt | G  | V | N | P  | GF | GS | DR  |
|  | ---- | ------------------ | -- | -- | - | - | -- | -- | -- | --- |
|  | 1.   | Servette           | 19 | 12 | 8 | 3 | 1  | 58 | 18 | +40 |
|  | 2.   | Cantonal Neuchâtel | 19 | 12 | 8 | 3 | 1  | 54 | 26 | +28 |
|  | 3.   | Montriond-Losanna  | 14 | 12 | 5 | 4 | 3  | 34 | 35 | -1  |
|  | 4.   | La Chaux-de-Fonds  | 13 | 12 | 5 | 3 | 4  | 34 | 30 | +4  |
|  | 5.   | Étoile-Sporting    | 11 | 12 | 5 | 1 | 6  | 30 | 33 | -3  |
|  | 6.   | Montreux-Narcisse  | 4  | 12 | 2 | 0 | 10 | 23 | 53 | -30 |
|  | 7.   | Ginevra            | 4  | 12 | 1 | 2 | 9  | 19 | 57 | -38 |

## Girone finale

### Classifica Finale
|  | Pos. | Squadra    | Pt | G | V | N | P | GF | GS | DR |
|  | ---- | ---------- | -- | - | - | - | - | -- | -- | -- |
|  | 1.   | Young Boys | 4  | 2 | 2 | 0 | 0 | 5  | 1  | +4 |
|  | 2.   | Zurigo     | 2  | 2 | 1 | 0 | 1 | 2  | 2  | 0  |
|  | 3.   | Servette   | 0  | 2 | 0 | 0 | 2 | 2  | 6  | -4 |

### Risultati
| 14 maggio 1911 | Zurigo | 2 - 1 | Servette | Berna |
| 14 maggio 1911 |        |       |          | Berna |

| 28 maggio 1911 | Young Boys | 4 - 1 | Servette | Losanna |
| 28 maggio 1911 |            |       |          | Losanna |

| 11 giugno 1911 | Young Boys | 1 - 0 | Zurigo | Basilea |
| 11 giugno 1911 |            |       |        | Basilea |

### Verdetto
| Young Boys Campione di Svizzera 1910-1911 3º Titolo. |